# (7000) Curie
(7000) Curie ist ein Asteroid des Hauptgürtels, der am 6. November 1939 von dem belgischen Astronomen Fernand Rigaux am Observatoire royal de Belgique (IAU-Code 012) in Ukkel entdeckt wurde.
Der Name des Asteroiden wurde zu Ehren der polnischen Physikerin und Nobelpreisträgerin Marie Curie gewählt.